# Кузнецов, Владлен Николаевич
Владлен Николаевич Кузнецов (4 декабря 1931 — 10 декабря 2014) — советский и украинский кинодраматург, сценарист, журналист, публицист, общественный деятель. Заслуженный деятель искусств УССР (1981), Академик Академии искусств Украины (2004). Член Национального союза кинематографистов Украины (1968), заместитель председателя союза. Член союза журналистов Украины (1959). Лауреат премии им. М. Ломоносова АН СССР (1965), Республиканской премии им. Я. Галана (1975). Более 20 лет работал секретарем и первым заместителем председателя Национального союза кинематографистов Украины.

## Биография
Родился в Харькове в семье служащего. В 1954 году окончил факультет журналистики Киевского государственного университета. В 1954—1977 годах работал в газете «Правда Украины» (заведующий отделом и член редакционной коллегии), в 1977—1986 годах был членом редакционно-сценарной редколлегии Госкино УССР. Был первым председателем секции кинокритики Союза журналистов Украины.
В 1986 году избран секретарем, потом заместителем председателя Союза кинематографистов Украины. Более 10 лет занимает должность председателя Оргкомитета Международного фестиваля анимационных фильмов «КРОК».
В 1997 году стал членом-корреспондентом Академии искусств Украины, с 2004 года — действительный член (академик) Национальной академии искусств Украины.

## Деятельность
Является автором сценариев ко многим фильмам, поставленным на студиях «Киевнаучфильм», «Укркинохроника» и студиях Москвы. По сценариям Кузнецова было создано более 200 документальных и научно-популярных фильмов, кино и телесериалов.
Автор около 1000 печатных статей на киноведческая тематику и кинокритику, а также первой из трех запланированных книг "Украина. Третий шанс: кинодокументы и беседы с действующими лицами новейшей истории " (2003, в соавторстве).
Был одним из инициаторов создания Всеукраинского общества «Мемориал» им. Стуса (первой на Украине официально зарегистрированной неформальной общественной организации).

## Награды и звания
- 1981 — Заслуженный деятель искусств УССР
- 1996 — Почётный знак отличия Президента Украины[3]
- 2001 — орден «За заслуги» ІІ степени[4]